# Lesnoje (Kaliningrad, Prawdinsk)
Lesnoje (russisch Лесное) ist ein kleiner Ort in der russischen Oblast Kaliningrad (Gebiet Königsberg (Preußen)). Er liegt im Rajon Prawdinsk (Kreis Friedland (Ostpr.)) und gehört zur Domnowskoje selskoje posselenije (Landgemeinde Domnowo (Domnau)).

## Geographische Lage
Lesnoje liegt am Südostrand eines größeren Waldgebietes und zwölf Kilometer südwestlich der Rajonshauptstadt Prawdinsk (Friedland). Durch den Ort verläuft eine Nebenstraße, die Priwolnoje (Saussienen) mit Gontscharowo (Groß Saalau) und Domnowo (Domnau) verbindet. Eine Bahnanbindung besteht nicht.

## Geschichte
Über Ursprung und Geschichte von Lesnoje liegen keine Nachrichten vor. Seinen Namen verdankt das kleine Dorf wohl seiner Waldlage (russisch Лес/Les = Wald). Ob der Ort früher einen deutschen Namen trug, ist nicht auszumachen, ebenso wenig wie die Zugehörigkeit zu einem Dorfsowjet vor 2009. Erst nach der Struktur- und Verwaltungsreform des Jahres 2009 tritt der Ort in Erscheinung: als „Siedlung“ (russisch: possjolok) in der Domnowskoje selskoje posselenije (Landgemeinde Domnowo (Domnau)) im Rajon Prawdinsk der Oblast Kaliningrad.

## Kirche
Lesnoje liegt im Bereich der evangelischen Kirchengemeinde Domnowo (Domnau), die eine Filialgemeinde der Auferstehungskirche in Kaliningrad (Königsberg) ist und zur Propstei Kaliningrad der Evangelisch-Lutherischen Kirche Europäisches Russland (ELKER) gehört.